# Maison Falconnet
La maison Falconnet est un immeuble situé à Pérouges, en France.

## Localisation
L'immeuble est situé dans le département français de l'Ain, sur la commune de Pérouges.

## Historique
L'édifice est classé au titre des monuments historiques en 1941.